# Пашнін Анатолій Іванович
Диякон Анатолій (у миру Анатолій Іванович Пашнін, рос. Анатолий Иванович Пашнин; 14 липня 1959, Москва) — російський християнський диякон у храмі Митрофана Воронежського на Хуторської у Москві, у минулому — колишній російський і український актор кіно та дубляжу.

## Біографія
Народився 14 липня 1959 року у Москві. У 1985 році закінчив ВДІК.
Після закінчення, він переїхав до Києва й почав зніматися у кіно з 1986 по 2014 рік, а також з 1990 по 2015 рік працювати у дубляжі і озвученні фільмів, серіалів, мультфільмів та програм російською та українською мовами. Передостання робота у дубляжі — фільм «Подалі від шаленої юрми».
У липні 2015 року повернувся до Москви, і дублював тільки зарубіжні кінострічки російською мовою. Перша робота у російському дубляжі — фільм «Еверест», остання робота — фільм «Топ Ґан: Меверік».
Тимчасово повернувся у жовтні 2017 року до Києва, остання робота у дубляжі — російський мультсеріал «Лунтик та його друзі».
Також він озвучував діда Єремея у програмах російського православного телеканалу «Союз».
У лютому 2022 року кар'єра актора закінчилась, наразі працює дияконом у храмі Митрофана Воронежського на Хуторської у Москві, разом з очільником-патріархом Кирилом (який потрапив під санкціями РНБО за російське вторгнення в Україну).

## Фільмографія
Грав в українських фільмах:
- «Десь гримить війна» (1986, Мельников; перша роль у кіно)
- «Вісімнадцятирічні» (1987, Іван Зілов)
- «Земляки» (1988)
- «Важко бути богом» (1989)
- «Розпад» (1990, капітан)
- «Допінг для ангелів» (1990)
- «Тепла мозаїка ретро і ледь-ледь» (1990)
- «Війна на західному напрямку» (1990)
- «Меланхолійний вальс» (1990)
- «Останній бункер» (1991)
- «Особиста зброя» (1991)
- «Пудель» (1991)
- «Гріх» (1991)
- «Для домашнього огнища» (1992)
- «Сільські бувальщини» (1992)
- «Стамбульський транзит» (1992, залізничник)
- «Єлісейські поля» (1993)
- «Заручники страху» (1993)
- «Пастка» (1993)
- «Викуп» (1994)
- «Геллі і Нок» (1995)
- «Матч» (2012, нападник команди «Рух»)
- «Швидка допомога» (2014, Максим Миколайович, батько Аріни; остання роль у кіно)